# Dream Theater
 Ikke at forveksle med Dream Theater (album).
Dream Theater er et amerikansk progressiv metalband bestående af James LaBrie, John Petrucci, Jordan Rudess, John Myung og Mike Portnoy .
Dream Theater blev dannet i 1985 som Majesty af Petrucci, Myung og Portnoy, mens de alle studerede ved Berklee College of Music i Boston, før de droppede ud for at koncentrere sig om bandet. Selvom der fulgte en række ændringer i besætningen, er de tre oprindelige medlemmer stadig med i bandet i dag, sammen med LaBrie og Rudess. Dream Theater er blevet et af de mest kommercielt succesfulde progressive bands siden den progressive rocks velmagtsdage i midten af 1970'erne, selvom de stadig er relativt ukendte i mainstream rock-cirkler. Selvom bandet har haft nogle få ekstremt succesfulde hits (bedst kendt er "Pull Me Under" i starten af 1990'erne, som blev meget spillet på MTV), er det forblevet i undergrunden størstedelen af karrieren igennem og har klaret sig med støtte fra de inkarnerede fans.
Bandet er kendt for dets instrumentalisters tekniske dygtighed, og de har vundet mange priser fra diverse musikmagasiner. Dream Theaters medlemmer har samarbejdet med mange andre kendte musikere. Guitarist John Petrucci har været den tredje deltager på G3-turneen seks gange, hvilket er mere end nogen anden inviteret guitarist, og han er dermed fulgt i Eric Johnson, Robert Fripp og Yngwie Malmsteens fodspor.
Bandets to bedst sælgende album er Images and Words (1992), som blev tildelt en guldplade, selvom den kun nåede op som nummer 61 på Billboard 200, og Awake (1994), som blev nummer 32 på Billboard 200. Dream Theater har solgt over to millioner album og dvd'er i USA og over 10 millioner album og dvd'er på verdensplan.

## Historie

### 1985: Begyndelsen
Dream Theater blev dannet i september 1985 da guitarist John Petrucci og bassist John Myung besluttede sig for at danne et band i deres fritid, mens de sammen studerede ved Berklee College of Music i Boston. De stødte på trommeslageren Mike Portnoy i et af Berklee's øvelokaler, og tilbød ham at komme med i bandet. De begyndte at spille Iron Maiden og Rush coversange i øvelokalerne i Berklee. Trioen besluttede sig derefter for at finde nogle til at udfylde de tilbageværende positioner i bandet, og Petrucci bad sin high school bandkammerat Kevin Moore om at spille keyboard. Denne accepterede, og da endnu en gammel ven, Chris Collins, blev bedt om at være deres forsanger efter de havde hørt ham synge en coverversion af "Queen of the Reich" af Queensrÿche, var bandet fuldtalligt.
Kvintetten besluttede sig for at tage navnet Majesty. Ifølge The Score So Far… dokumentaren ventede drengene i køen for at få billetter til en Rush-koncert i Berklee Performance Center mens de lyttede til Rush på en boombox. Portnoy bemærkede at slutningen på sangen "Bastille Day" lød "majestætisk". Det var der de besluttede sig for at "Majesty" var et godt bandnavn, og det satte sig fast.

### 1989-1993: "When Dream And Day Unites" og "Images And Words"
Bandet fyrede dog Collins efter noget tid. Han blev erstattet af Charli Dominicci. De fik en pladekontrakt med Mechanic Records som de udgav When Dream and Day Unites på, men de var utilfredse med pladekontrakten. De fyrede Dominicci, pga. personlige og kreative uoverensstemmelser, og hyrede canadieren James LaBrie, der siden da har været hos dem. De blev signet af det større selskab Atco Records. I den mellemliggende tid mellem de to pladeselskaber skrev de det meste af, hvad der blev til deres næste plade plus den senere populære 23 minutter lange sang "A Change of Seasons" og en række ikke udgivne sange. De begyndte at indspille den ny plade Images and Words i slutningen af 1991 i BearTracks Studios, der blev udgivet den 7. juli 1992. Dette var den første af flere plade, der blev indspillet i det studie. Umiddelbart efter, at pladen udkom i 1992, begyndte de på deres første amerikanske turné. Ud over al forventning blev sangen "Pull Me Under" fra pladen spillet i radioen, og bandet lavede deres første musikvideo til sangen, der også blev den billigste af deres videoer, hvilket man se af kvaliteten[kilde mangler]. Videoen fik meget spille tid på MTV, og sangen blev til deres største kommercielle hit og førte til turnéer i både Europa og Japan[kilde mangler]. Den 23. april optog de livealbummet Live at the Marquee i London. Det blev den første af en række liveoptagelser, som de udgav. Images and Words gav to andre videoer, "Take The Time", der fik noget spille tid og "Another Day", der ikke fik nogen spilletid.

### 1994: "Awake"
Efter turnéerne begyndte bandet at skrive musik til deres næste plade Awake, der blev udgivet den 4. oktober 1994. Den blev indspillet i Los Angeles i studiet One on One, hvor Metallica indspillede The Black Album. Under indspilningen meddelte Kevin Moore, at han ville forlade bandet efter de havde udgivet albummet. Pladen var tungere i lyden i modsætning til Images and Words, der var mere melodisk. Den blev ikke en ligeså stor succes som forgængeren, blandt andet på grund af grungegenrens kommercielle succes. Bandet begyndte efter udgivelsen at søge efter en ny keyboardspiller. I første omgang valgte de Jordan Rudess, da hans tekniske kunnen forbløffede dem under auditionen[kilde mangler]. Han valgte dog at takke nej, da han fik et bedre tilbud fra Dixie Dreggs. Han spillede dog en enkelt koncert i Concrete Foundations Forum Burbank i Californien med dem. I stedet hyrede de Derek Sherinian, der i starten var ansat som session musiker, men han blev dog hurtigt et fast medlem af bandet.

### 1995-1997:"A Change of Seasons"
Under Awake-turnéen lavede bandet en række specielle koncerter. I Holland lavede de et unplugged gig, som man kan finde som bootleg. På grund den specielle stemning under koncerten besluttede bandet at lave nogle flere koncerter af den type i USA. I London spillede de en koncert udelukkende med covernumre. Flere kendte musikere fra andre bands optrådte med dem. Denne koncert blev optaget og udgivet på EP'en A Change of Seasons.
Efter turnéen gik de i i gang med at skrive materiale til et nyt album, men på grund af den manglende kommercielle succes var pladeselskabet i tvivl om, det kunne betale sig at fortsætte samarbejdet. Af den grund gik, der en lang periode, hvor de ikke brugte tiden til andet end at skrive nyt materiale. De endte med at have materiale nok til et dobbelt album. Blandt materialet var den 20 minutter lange sang "Metropolis pt. 2 Scene From a Memory", der var en opfølger til sangen "Metropolis pt. 1" fra Images and Words. Efter Bandet havde lavet nogle mindre koncerter i New York, hvor folk fra deres pladeselskab var til stede, fik de overtalt plade selskabet til at lave endnu et album. De gik dog ikke med til at lave et dobbeltalbum.

### 1997-1998:"Falling into Infinity"
Bandet begyndte på indspilningen af albummet Falling into Infinity, der blev stærk præget af, at pladeselskabet ønskede en mere kommerciel lyd.[kilde mangler] Pladen blev udgivet 23. september 1997. På grund af denne ændring i lyden, fik pladen en blandet modtagelse af bandets fans. Pladen fik heller ikke nogen kommerciel succes. Umiddelbart efter tog bandet på turné. Lidt over et år efter, den 27. oktober, udgav de dokumentaren 5 Years in a Lifetime, der handlede om, hvad de havde lavet de sidste fem år, samt livealbummet Once in a Lifetime.
På grund af blandt andet presset fra pladeselskabet var bandet utilfreds med deres situation.[kilde mangler] Specielt Mike Portnoy, der flere gange overvejede at forlade bandet. Dette førte til, at bandet fyrede Derek Sherinian og hyrede Jordan Rudess, som Petrucci og Pornoy havde lavet et sideprojekt med. Derefter stillede de et ultimatum overfor pladeselskabet. Enten skulle bandet have den fulde kreative kontrol, ellers ville de gå i opløsning. Dette gik pladeselskabet med til.

### 1999-2001:"Metropolis Pt. 2: Scenes from a Memory"
Bandet gik i gang med indspilningen af den nye plade Metropolis Pt. 2: Scenes from a Memory, der var et konceptalbum. Konceptet var en opfølger til sangen "Metropolis P. 1: The Miracle and the Sleeper" fra pladen Images and Words. Flere af både de musikalske elementer fra "Metropolis Pt. 1" og "Metropolis Pt. 2" fra demoen til Falling into Infinity blev genbrugt. Musikken på pladen var mere progressiv end nogle af deres tidligere plader. Pladen blev udgivet 26. oktober 1999 og den blev vel modtaget af både kritikere og fans, og ses som et af Dream Theaters største værker[kilde mangler].
Efter udgivelsen tog bandet på deres hidtil største turné. Under hele turnéen spillede de pladen i dens helhed. De optog den sidste koncert i New York d. 20 august 2000. Denne optagelse blev udgivet som Metropolis 2000: Scenes from New York d. 21. april 2001 efter længere tids forsinkelse. En albumversion af optagelsen blev udgivet 11. september 2001 under navnet Live Scenes from New York. Den første version valgte de dog at trække tilbage, da der på forsiden af coveret var et billede af et brændende æble, hvor man i flammerne kunne se New Yorks skyline, og deri blandt også World Trade Center. Da udgivelsesdatoen faldt sammen med terrorangrebet 11. september mente de, at det var upassende. De genudgav live-optagelsen med et anden artwork, som forestillede bandmedlemmerne.

### 2002:"Six Degrees of Inner Turbulence"
Bandet gik i gang med et nyt album efter turnéen, og dette kom til at hedde Six Degrees of Inner Turbulence. Det nye album blev et dobbeltalbum, hvor den første del var almindelige sange, men den anden del var den 42 minutter lange sang "Six Degrees of Inner Turbulence". De valgte dog at dele nummeret op i 8 dele. Sangen handler om seks tilfælde af psykiske syge, og hvordan omverdenen behandler dem. Albummet blev også starten på en serie af sange, som Mike Portnoy har skrevet om sit alkoholmisbrug og hans rehabilitering. De tog på turné umiddelbart efter udgivelsen. På den turné startede de en tradition, hvor de laver et cover af et album, som har inspireret dem, hver gang de skal spille i en by to dage i træk. Indtil videre har de spillet
- Metallicas Master of Puppets
- Iron Maidens The Number of the Beast
- Deep Purples Made in Japan
- Pink Floyds Dark Side of the Moon

Alle disse covers er blevet udgivet gennem Ytse Jam Records.

### 2003-2004:"Train of Thought"
I 2003 begyndte Dream Theater på indspilningen af den næste plade, der kom til at hedde Train of Thought. Denne plade fokuserede mest på metalsiden af bandets lyd, og er til dato bandets tungeste album. Det var også det første album siden Awake, der ikke blev indspillet i BearTrack Studios. Pladen blev udgivet 11. november 2003, hvorefter bandet tog på turné. Under turnéen spillede bandet for første gang i deres karriere en koncert på Budokan i Tokyo, hvor mange store bands og kunstnere har spillet. Denne koncert foregik den 26. april 2004. Den blev optaget og udgivet på DVD og CD den 6. oktober 2004 under titlen Live at Budokan.

### 2005-2006:"Octavarium"
Dream Theater begyndte indspilningen af deres ottende album Octavarium i Hit factory studio i New York. Dette studie lukkede umiddelbart efter Dream Theaters indspilning, der var den sidste overhovedet i dette studie.
Octavarium blev udgivet d. 7. juni 2005. Albummet indeholder 8 numre, deriblandt "The Root of All Evil", der er 6. og 7. trin i Mike Portnoys Tolvtrins saga (Twelve-step Suite).
Efter udgivelsen sluttede bandet sig til Giantour. Den 2. august lavede Dream Theater en hyldest til Panteras guitarist ved at spille "Cementery Gates" som ekstranummer.
Senere begav bandet sig af sted på deres 20-års jubilæums-tour. Den 1. April 2006 optrådte bandet i Radio City Music Hall i New York City. Denne koncert blev optaget på CD og DVD og udgjorde deres 20-års jubilæumsshow Score, der blev udgivet d. 29. August 2006 gennem Rhino Records. Bandet blev i Score akkompagneret af et symfoniorkester, til lejligheden døbt "the Octavarium Orchestra".

### 2006-2008:"Systematic Chaos"
I 2006 begyndte Dream Theater at indspille deres niende studiealbum, Systematic Chaos i Avatar Studios. Albummet endte med otte sange, blandt andet "Repentance" (ottende og niende trin i Twelve-step Suite). To af sangene, "In the Presence of Enemies, Part 1" og "Part 2", er teknisk set kun én. Dream Theater valgte at opdele den på grund af at den både er en god åbning og slutning på albummet, og at de ikke vil afslutte albummet med en lang sang (siden den er ca. 25 min. lang). Sangen er dog blevet spillet som én under live-koncerter.
Systematic Chaos blev udgivet i juni 2007. Der blev udgivet to udgaver af albummet: en standard-udgave, og en special-udgave som, udover standard-albummet, indeholder en 90 min. lang dokumentar om indspilningen af albummet (Chaos In Progress — The Making of Systematic Chaos).
Samme år startede turnéen Chaos In Motion, hvor Dream Theater også spillede på forskellige festivaler som bl.a. Download Festival. Da turnéen var sluttede i 2008, startede Mike Portnoy en ny turné, Progressive Nation 2008, hvor Dream Theater besøgte byer og stater som de ikke have besøgt eller spillet i før.
I september 2008, udgav Dream Theater en DVD, Chaos In Motion 2007-2008. To udgaver blev udgivet: en standard-DVD (indeholdte to DVD'er); og en DVD/CD-special udgave (indeholdte to DVD'er og tre CD'er). Chaos In Motion 2007-2008 var en opsamling af sange fra Chaos In Motion- turnéen.

### 2009-2010:"Black Clouds & Silver Linings"og Mike Portnoys farvel
Dream Theater udgav i 2009 deres 10. album Black Clouds & Silver Linings.
James LaBrie gav i sommeren 2010, et interview, hvor han afslørede at bandet planlagde at gå i studiet i starten af januar 2011.
Bandet havde planlagt en mindre pause frem til januar, fordi sangeren, James LaBrie, var i gang med et soloalbum, og også trommeslager Mike Portnoy var i gang med nogle sideprojekter (her i blandt Avenged Sevenfold, hvor han var "vikar", efter deres oprindelige trommeslager James "The Rev" Sullivan døde af en overdosis i december 2009).
Men i september 2010 afslørede Mike Portnoy på sin hjemmeside, at han efter 25 år i Dream Theater valgte at forlade bandet for at få mere tid til sine sideprojekter.

### 2011-nu: "A Dramatic Turn of Events"og "Dream Theater"
Fredag den 29. april 2011, afslørede Dream Theater via Youtube at Mike Mangini var blevet valgt som deres nye trommeslager. Sammen med Mangini udgav Dream Theater deres 11. album A Dramatic Turn of Events.
Den 23. september 2013 udgav bandet deres 12. album ved navn Dream Theater.

## Diskografi
- When Dream And Day Unite (1989)
- Images and Words (1992)
- Awake (1994)
- Falling into Infinity (1997)
- Metropolis Pt. 2: Scenes from a Memory (1999)
- Six Degrees of Inner Turbulence (2002)
- Train of Thought (2003)
- Octavarium (2005)
- Systematic Chaos (2007)
- Black Clouds and Silver Linings (2009)
- A Dramatic Turn of Events (2011)
- Dream Theater (2013)
- The Astonishing (2016)
- Distance over Time (2019)
- A View from the Top of the World (2021)
- Parasomnia (2025)